# Gustaf Hammarsten
Carl Gustaf Hammarsten (Stockholm, 2 september 1967) is een Zweeds acteur.

## Carrière
Hammarsten begon in 1991 met acteren in de televisieserie Den goda viljan, waarna hij nog meerdere rollen speelde in televisieseries en films. Voor zijn rol in de televisieserie Midnight Sun werd hij in 2017 genomineerd voor een Festival de télévision de Monte-Carlo. Naast het acteren voor televisie is hij ook actief in het theater, zo speelt hij regelmatig in het Stockholm City Theatre in Stockholm.

## Filmografie

### Films
Uitgezonderd korte films.
- 2023 Tillsammans 99 - als Göran
- 2021 Old - als resortmanager
- 2018 Kursk - als Mikhail Denisov
- 2018 Stockholm - als taxichauffeur
- 2018 Lords of Chaos - als Finn Tender
- 2014 Tjuvarnas jul: Trollkarlens dotter - als Kurre
- 2014 Resan till Fjäderkungens rike - als vader van Johan (Zweedse stem)
- 2014 Stockholm Stories - als Fredrik Berg
- 2013 Hokus pokus Albert Åberg - als Pappa (Zweedse stem)
- 2013 Mördaren ljuger inte ensam - als Rutger
- 2012 Hamilton: I nationens intresse - als Martin Lagerbäck
- 2011 The Girl with the Dragon Tattoo - als jonge Harald
- 2011 Jeg reiser alene - als Robert Göteborg
- 2009 Brüno - als Lutz
- 2007 Den man älskar - als Björn
- 2005 Münsters fall - als Mauritz Leverkuhn
- 2005 Steget efter - als Åke Larstam
- 2003 Skenbart: En film om tåg - als Gunnar
- 2003 Tillfällig fru sökes - als Fredrik
- 2003 Capricciosa - als Ulf
- 2003 Virus au paradis - als Carl
- 2002 Hon - als Thomas
- 2000 Tillsammans - als Göran
- 1999 Ingen som jag - als Jon Erson-From
- 1996 Ellinors bröllop - als Richard
- 1992 Den goda viljan - als Torsten Bohlin

### Televisieseries
Uitgezonderd eenmalige gastrollen.
- 2023 Dr. Death - als dr. Anders Svensson - 8 afl.
- 2021-2023 Parlement - als Sven - 8 afl.
- 2021-2023 Thunder in My Heart - als Stefan - 13 afl.
- 2018-2023 Sjölyckan - als Rille - 30 afl.
- 2023 Kapningen - als Greger Fors - 6 afl.
- 2020-2023 Morden i Sandhamn - als Bengt-Olof Stenmark - 20 afl.
- 2021-2022 Udda veckor - als Mattias - 14 afl.
- 2013-2017 Fröken Frimans krig - als Axel Friman - 12 afl.
- 2016 Midnight Sun - als Anders Harnesk - 8 afl.
- 2015 Gåsmamman - als Broman - 6 afl.
- 2012-2014 Partaj - als diverse personages - 9 afl.
- 2011 Tjuvarnas jul - als Kurre - 22 afl.
- 2010 Våra vänners liv - als Mats - 10 afl.
- 2008 Om ett hjärta - als Johan Starck - 3 afl.
- 2007 Hjälp! - als Mats - 7 afl.
- 2006 Möbelhandlarens dotter - als Farbror Ruben - 2 afl.
- 2002-2003 Cleo - als Frank Berger - 27 afl.
- 2000 Låt stå! - als Bengt Croona - 6 afl.